# Аулопообразные

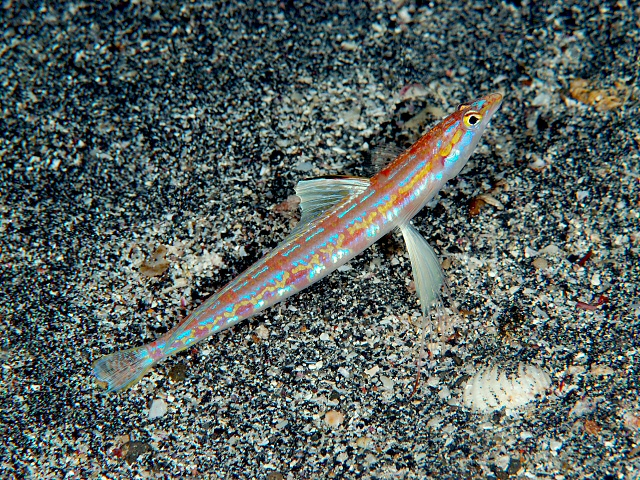
Pseudotrichonotus altivelis

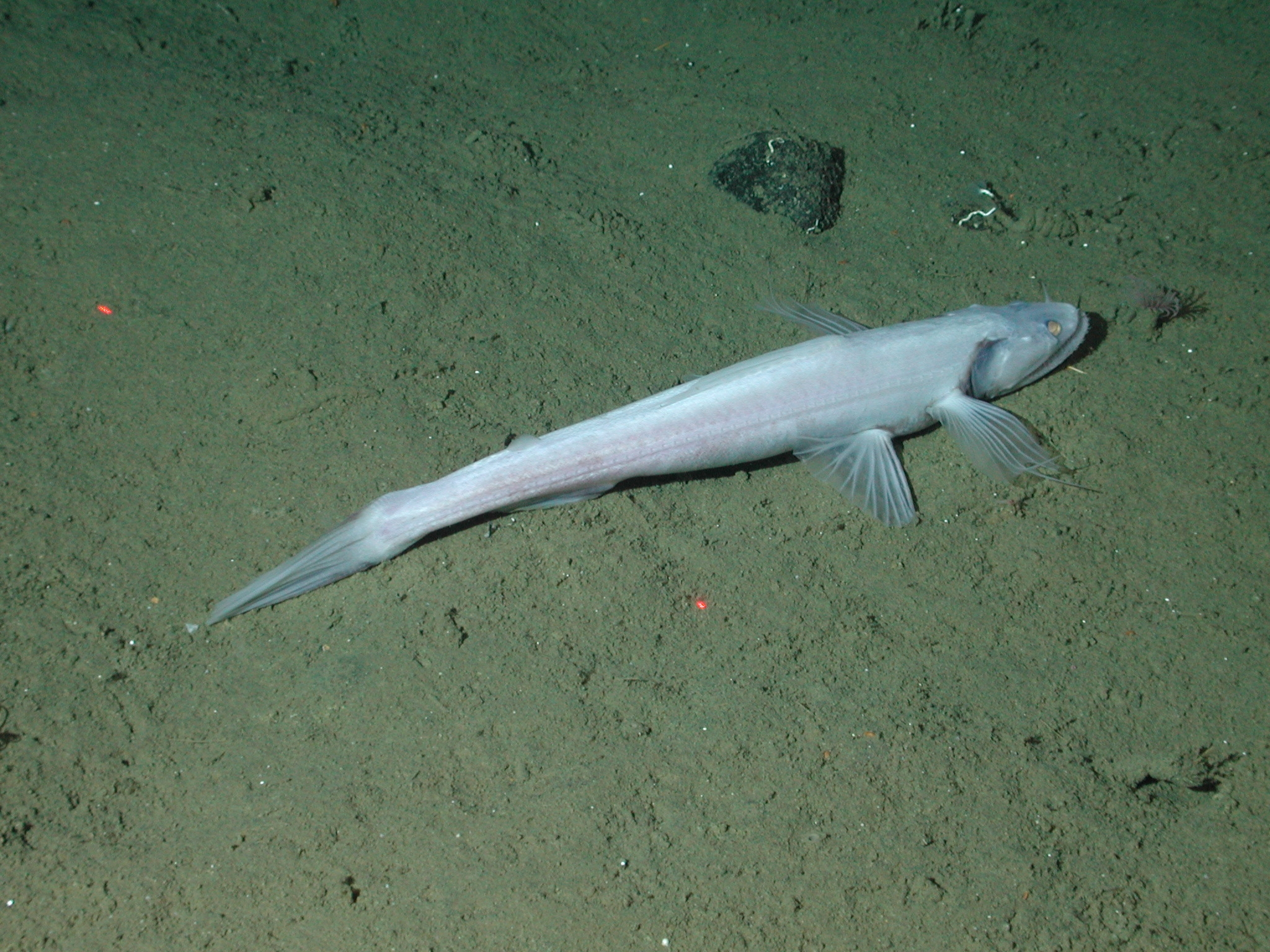
Bathysaurus mollis

Аулопообразные (лат. Aulopiformes) — отряд морских лучепёрых рыб.
Появились в верхнем меловом периоде. Сочетают в себе примитивные структурные особенности с передовыми эволюционными адаптациями. Населяют тёплые и умеренные воды всех океанов.
Для аулопообразных характерны особое строение жаберной дуги, большой рот, глубоко порезанный хвостовой плавник, гермафродитизм и отсутствие плавательного пузыря. Длина тела составляет от 1,6 см (Lestidiops pacificus) до 2,15 м (Alepisaurus ferox).

## Классификация
В состав отряда включают 15 современных и нескольких доисторических семейств с 47 родами и более 260 видами:
- Подотряд †Ichthyotringoidei:
  - Семейство †Ichthyotringidae
  - Семейство †Dercetidae
  - Семейство †Prionolepididae
- Подотряд †Halecoidei:
  - Семейство †Halecidae
- Подотряд Synodontoidei — Ящероголововидные:
  - Семейство Aulopidae — Аулоповые
  - Семейство Pseudotrichonotidae — Псевдотрихонотовые[4]
  - Synodontidae — Ящероголовые
- Подотряд Paraulopoidei
  - Семейство Paraulopidae — Параулоповые
- Подотряд Alepisauroidei:
  - Надсемейство Ipnopoidea
    - Семейство Ipnopidae — Ипноповые
    - Семейство Giganturidae — Гигантуровые
    - Семейство Bathysauropsidae — Батизауропсовые
    - Семейство Bathysauridae — Батизавровые

  - Надсемейство Chlorophthalmoidea
    - Семейство Chlorophthalmidae — Зеленоглазковые

  - Надсемейство Notosudoidea
    - Семейство Notosudidae — Нотосудовые

  - Надсемейство Alepisauroidea
    - Anotopteridae — Кинжалозубые, или анотоптеровые
    - †Cimolichthyidae
    - †Enchodontidae
    - Scopelarchidae — Жемчужноглазовые
    - Evermannellidae — Эверманнелловые
    - Alepisauridae — Алепизавровые, или пилозубые
    - Omosudidae — Омосудовые
    - Paralepididae
    - Семейство Sudidae
    - Семейство Lestidiidae